# يوزف فيلدمان
يوزف فيلدمان (بالبولندية: Józef Feldman)‏ هو مؤرخ بولندي، ولد في 1899 في برزيميسل في بولندا، وتوفي في 1946.